# Lucía Pérez dalainak listája
Ez a lista Lucía Pérez spanyol énekesnő hivatalosan kiadott dalait tartalmazza betűrendben.
| Ábécé szerinti tartalomjegyzék                      |
| --------------------------------------------------- |
| A B C D E F G H I J K L M N O P Q R S T U V W X Y Z |

## A
- Abrázame (Abrázate a mi corazón) (a Cruzo los dedos albumon, 2011)
- Adiós ríos, adiós fontes (a Volar por los tejados albumon, 2009; a Dígocho en galego albumon, 2010; a Cruzo los dedos albumon, 2011)
- Alguien me contó (Quelqu’un m’a dit) (a Volar por los tejados albumon, 2009)
- Amarás a mi tierra (az El tiempo dirá… albumon, 2006)
- Amarás miña terra (Amarás a mi tierra) (az El tiempo dirá… albumon, 2006; a Dígocho en galego albumon, 2010)
- Amores y amores (az Amores y amores… albumon, 2003)
- A ver se aprendo (A ver si aprendo) (a Dígocho en galego albumon, 2010)
- A ver si aprendo (a Volar por los tejados albumon, 2009; a Cruzo los dedos albumon, 2011)

## C
- Cruzo los dedos (a Volar por los tejados albumon, 2009; a Cruzo los dedos albumon, 2011)
- Cruzo os dedos (Cruzo los dedos) (a Dígocho en galego albumon, 2010)

## D
- Después de ti (a Quitapenas albumon, 2014)
- Dime adiós (az El tiempo dirá… albumon, 2006)
- Dímelo tú (a Quitapenas albumon, 2014)
- Duerme (a Volar por los tejados albumon, 2009)

## E
- El tiempo dirá (az El tiempo dirá… albumon, 2006)
- Espérame sentado (az Amores y amores… albumon, 2003)
- Espero (az El tiempo dirá… albumon, 2006)
- Este amor é teu (Este amor es tuyo) (a Dígocho en galego albumon, 2010)
- Este amor es tuyo (a Volar por los tejados albumon, 2009; a Cruzo los dedos albumon, 2011)

## G
- Ganador y perdedor (a Quitapenas albumon, 2014)

## H
- Hambre de amor (az Amores y amores… albumon, 2003)
- Hino Galego (a Dígocho en galego albumon, 2010)

## L
- La página 10  (a Volar por los tejados albumon, 2009; a Cruzo los dedos albumon, 2011)
- Laura enamorada (a Volar por los tejados albumon, 2009)
- Lo mejor de mí (az El tiempo dirá… albumon, 2006)
- Lo que piensas que yo pienso (a Quitapenas albumon, 2014)

## M
- Me quieres todavía (az Amores y amores… albumon, 2003)

## N
- Nada me falta, nada me sobra (az Amores y amores… albumon, 2003)
- No sabré darte las gracias (az El tiempo dirá… albumon, 2006; a Cruzo los dedos albumon, 2011)
- Non saberei darche as gracias (No sabré darte las gracias) (a Dígocho en galego albumon, 2010)

## O
- O avó e a serea (az Amores y amores… albumon, 2003)
- O Incio (a Dígocho en galego albumon, 2010)
- Olvidarme de ti (az El tiempo dirá… albumon, 2006)

## P
- Paraíso perdido (a Quitapenas albumon, 2014)
- Perdida en tu equipaje (a Volar por los tejados albumon, 2009; a Cruzo los dedos albumon, 2011)
- Podría invitarte a un café (a Volar por los tejados albumon, 2009)
- Por el río voy (az Amores y amores… albumon, 2003)
- Probablemente (a Volar por los tejados albumon, 2009; a Cruzo los dedos albumon, 2011)

## Q
- Qué haría contigo (az El tiempo dirá… albumon, 2006)
- Qué más da (a Quitapenas albumon, 2014)
- Que me quiten lo bailao (a Cruzo los dedos albumon, 2011)
- Queda moita vida (a Dígocho en galego albumon, 2010)
- Queda mucha vida (az Amores y amores… album második kiadásán, 2003)
- Quen te cres que eres (Quién te crees que eres) (a Dígocho en galego albumon, 2010)
- Quién te crees que eres (az Amores y amores… albumon, 2003; a Volar por los tejados albumon, 2009; a Cruzo los dedos albumon, 2011)
- Quitapenas (a Quitapenas albumon, 2014)

## R
- Restos de escenario (a Quitapenas albumon, 2014)

## S
- Samaritana (az El tiempo dirá… albumon, 2006)
- Se eu non son (Si no soy yo) (az Amores y amores… albumon, 2003; a Dígocho en galego albumon, 2010)
- Sete chorares (a Quitapenas albumon, 2014)
- Si me deseas (az Amores y amores… albumon, 2003)
- Si no soy yo (az Amores y amores… albumon, 2003)
- Siempre igual (a Quitapenas albumon, 2014)
- SMS de amor (az El tiempo dirá… albumon, 2006)
- Sombra de la luna (Moonlight Shadow) (a Quitapenas albumon, 2014)

## T
- Torres de Compostela (az Amores y amores… album második kiadásán, 2003; a Dígocho en galego albumon, 2010)
- Tu silencio (a Volar por los tejados albumon, 2009; a Cruzo los dedos albumon, 2011)
- Tú sin mí (a Quitapenas albumon, 2014)

## V
- Volar por los tejados → A ver si aprendo